# Theganopteryx rhodesiae
Theganopteryx rhodesiae es una especie de cucaracha del género Theganopteryx, familia Ectobiidae.

## Distribución
Esta especie se encuentra en Zambia y República Democrática del Congo.